# 靳来川
靳来川（1911年—1987年），男，河南获嘉人，中华人民共和国军事人物，中国人民解放军少将，曾任中国人民解放军总后勤部卫生部副部长兼解放军总医院院长。